# Quận El Paso, Texas
Quận El Paso (tiếng Anh: El Paso County) là một quận trong tiểu bang Texas, Hoa Kỳ. Quận lỵ đóng ở thành phố El Paso.

## Thông tin nhân khẩu
Theo điều tra dân số 2 năm 2000, đã có 679.622 người, 210.022 hộ gia đình, và 166.127 gia đình sống trong quận. Mật độ dân số là 671 người trên một dặm vuông (259/km ²). Đã có 224.447 đơn vị nhà ở với mật độ trung bình là 222 dặm vuông (86/km ²). Cơ cấu chủng tộc của quận gồm 73,95% người da trắng, 3,06% da đen hay Mỹ gốc Phi, 0,82% người Mỹ bản xứ, 0,98% người châu Á, 0,10% người đảo Thái Bình Dương, 17,91% từ các chủng tộc khác, và 3,19% từ hai hoặc nhiều chủng tộc. 78,23% dân số là người Hispanic hay Latino thuộc chủng tộc nào.
Đã có 210.022 hộ, trong đó 44,90% có trẻ em dưới 18 tuổi sống chung với họ, 56,70% là các cặp vợ chồng sống với nhau, 18,00% có chủ hộ là nữ không có mặt chồng, và 20,90% là không lập gia đình. 17,80% của tất cả các hộ gia đình đã được tạo thành từ các cá nhân và 6,70% có người sống một mình 65 tuổi trở lên đã được người. Bình quân mỗi hộ là 3,18 và cỡ gia đình trung bình là 3,63.
Trong quận, độ tuổi dân số như sau 32,00% ở độ tuổi dưới 18, 10,60% 18-24, 29,30% 25-44, 18,40% 45-64, và 9,70% người 65 tuổi trở lên. Tuổi trung bình là 30 năm. Cứ mỗi 100 nữ có 93,20 nam giới. Cứ mỗi 100 nữ 18 tuổi trở lên, đã có 88,70 nam giới.
El Paso County là quận thứ tư nghèo nhất Hoa Kỳ [3] Thu nhập trung bình cho một hộ gia đình trong quận đã được $ 31.051, và thu nhập trung bình cho một gia đình là $ 33,410. Nam giới có thu nhập trung bình $ 26.882 so với 20.722 $ cho phái nữ. Thu nhập trên đầu cho các quận được $ 13,421. Giới 20,50% gia đình và 23,80% dân số sống dưới mức nghèo khổ, trong đó có 31,50% những người dưới 18 tuổi và 18,50% có độ tuổi từ 65 trở lên.